# Мартинович, Никола
Никола Мартинович (серб. Никола Мартиновић; 9 мая 1915, Баице — 26 декабря 1943, город Хвар) — югославский военный, участник Народно-освободительной войны Югославии, Народный герой Югославии.

## Биография
Родился 9 мая 1915 в городе Баице (около Цетине) в Королевстве Черногория. Окончил среднюю школу и поступил в Военную академию, окончив её в 1939 году. Как офицер Югославской королевской армии сражался в Апрельской войне. В городе Сента попал в венгерский плен, откуда бежал. После начала черногорского восстания 13 июля был снова арестован и три месяца провёл в тюрьме. После освобождения вступил в Ловченский партизанский отряд.
Никола проявил храбрость и отличные способности командира в боях, за что был произведён сначала в командиры роты, а затем и в командиры батальона в отряде. После образования 4-й пролетарской черногорской ударной бригады назначен командиром её 2-го батальона. Был начальником штабов 5-й черногорской и 3-й краинской пролетарских ударных бригад. С октября 1943 года командир 26-й далматинской дивизии НОАЮ.
22 декабря 1943 на остров Корчула немецкие войска начали наступление согласно операции «Хербстгевиттер IV»: в боях были задействованы элитные части 118-й егерской дивизии и дивизии специального назначения «Бранденбург». Мартинович вместе с группой бойцов покинул остров Хвар и перебрался на Корчулу, где вынужден был руководить обороной. 24 декабря он был ранен танковым снарядом, когда руководил расчётом противотанкового орудия.
Мартиновича отвезли в больницу на острове Хвар в одноимённый город, но спустя два дня, 26 декабря, командир скончался.
10 июля 1952 ему было посмертно присвоено звание Народного героя Югославии.
В ВМС СФРЮ его имя носил ракетный катер типа «Оса» — RČ-306 «Никола Мартинович».